# Apateu, Satu Mare
Apateu este un sat în comuna Culciu din județul Satu Mare, Transilvania, România.
Satul Apateu se găsește așezat în Lunca Someșului, la aproximativ 7 km distanță de orașul Satu Mare, pe DJ193. Râul Someș își întinde apele la o distanță de 200 m față de sat.
Populația acestui sat este în număr de aproximativ 500 de persoane.
Satul se întinde la picioarele a două biserici. Anul de construcție a Bisericii Ortodoxe este 1926.
Principala ocupație a oamenilor din acest sat o reprezintă agricultura. 

 Acest articol despre o localitate din județul Satu Mare este deocamdată un ciot. Puteți ajuta Wikipedia prin completarea lui.